# КС (зажигательная жидкость)
Зажигательная жидкость КС — тип зажигательной жидкости, применявшийся в огнемётах, зажигательных ампулах и «коктейлях Молотова» Советского Союза с 1941 по 1945 годы. Отличалась высокой температурой горения, технологичностью изготовления и прилипанием к поверхности.

## Разработка
Опыт гражданской войны в Испании, и особенно — Зимней войны показал важность зажигательных жидкостей как средства противотанковой обороны и разрушения построек противника.
Жидкость «КС» была принята на вооружение в 1940 году. Жидкость изготавливалась из растворённого в сесквисульфиде (P4S3) белого фосфора и серы; иногда добавлялась присадка, усиливавшая прилипание жидкости к поверхностям. Фронтовики расшифровывали название смеси по-разному: «Кошкина смесь» (по фамилии изобретателя смеси Н. В. Кошкина), «Качугин-Солодовник» (другие изобретатели бутылок с зажигательной смесью) «Коктейль смерти» и даже «Коньяк старый» и «Конкретно секретная».
Жидкость «КС» самовозгоралась на воздухе (при этом литр смеси горел с температурой порядка 1000 °C около трёх минут) и выпускалась в двух вариантах, отличавшихся способом производства и цветом: жёлто-зелёного и — с примесью, повышающей вязкость, — тёмно-бурого. В 1942 году военным инженером К. М. Салдадзе был предложен более дешёвый в производстве вариант — жидкость БГС. Однако её применение ограничивалось огнемётами и бутылками с зажигательной смесью из-за более низкой температуры горения (800 °C против 1000 °C), и жидкость КС оставалась на вооружении до конца войны.

## Состав
Жидкость КС представляла собой раствор белого фосфора в сесквисульфиде (P4S3).

## Боевое применение
Жидкость «КС», попадая на открытый воздух, горела с температурой до 1000 градусов. При этом горение происходило даже под водой, и гарантированно потушить горение можно было только песком или медным купоросом. Попадая на открытые участки кожи, «КС» вызывала тяжелые химические ожоги, усугубляемые термическими непосредственно от горения смеси.
В 1941 году на вооружение Красной Армии был принят ампуломёт, стреляющий ампулами АУ-125, снаряжаемыми жидкостью КС. Ампулы использовались как без взрывателя, так и с ним, для поражения пехоты. В данном качестве ампуломёт зарекомендовал себя неоднозначным оружием: стеклянные ампулы нередко не разрывались при стрельбе по рыхлой земле, но временами взрывались в стволе. Ампуломёт был снят с вооружения в 1942 году, однако эпизодически применялся вплоть до 1944 года, однако ампулы для зажигательных смесей семейства АЖ использовались в авиации вплоть до конца войны.
В том же году были приняты на вооружение бутылки с зажигательной смесью. При снаряжении КС бутылка не нуждалась в фитиле или запальной ампуле, однако для избежания контакта с воздухом и непредвиденного взрыва слой зажигательной жидкости изолировался от воздуха жидкостью инертной (горлышко бутылки заполнялось керосином и водой). Позже в «коктейлях Молотова» и авиации жидкость стала разбавляться на 70 % тяжёлыми и лёгкими нефтепродуктами, что существенно удешевило её производство.

## Современность
Как правило, до наших дней могут сохраниться бутылки с жидкостью «КС» или стеклянные ампулы к ампуломёту, жестяные чаще всего истлевают, при этом заряд вытекает, делая ампулу безопасной. При этом бутылки и стеклянные ампулы не могут быть обнаружены металлоискателями. Ситуация нередко осложняется тем, что жидкость «КС» самовозгорается при контакте с воздухом даже по прошествии 60 лет. В связи с этим случаются опасные происшествия с обнаружением бутылок и особенно ампул, нередко сохранившихся в заправленном состоянии.
Так, 8 февраля 2008 года рабочие при рытье могилы на кладбище в деревне Лемешово в Подольском районе наткнулись на 19 ампул. В 2012 году стало известно об обнаружении ампулы с жидкостью «КС» возле школы в Воронеже, куда ампула попала с землёй, взятой с места боёв. Перед новогодними праздниками 2013 года в посёлке Товарково под Калугой экскаватор при рытье котлована наткнулся на стеклянные ампулы. Три из них были расколоты ковшом, в результате чего котлован заполнился едким белым дымом и огнём. Вызванные спасатели вынуждены были работать в изолирующих противогазах. Четырнадцать оставшихся неразорвавшихся ампул были вывезены из посёлка и подорваны в карьере.